# Hamlet (film fra 1913)
 For alternative betydninger, se Hamlet (flertydig). (Se også artikler, som begynder med Hamlet)
Hamlet er en britisk stumfilm fra 1913 af Hay Plumb.

## Medvirkende
- Walter Ringham som Claudius.
- Johnston Forbes-Robertson som Hamlet.
- S.A. Cookson som Horatio.
- J.H. Barnes som Polonius.
- Alex Scott-Gatty som Laertes.